# Турци в Йемен
Турците в Йемен са етническа група в Йемен.

## История
По-голямата част от днешните йеменски турци са потомци на османските турски колонизатори, които мигрират в региона като част от експанзията на Османската империя, която контролира този регион повече от 300 години. Йеменският еялет на Османската империя обхващаше голяма част от съвременен Йемен.

## Численост
Турското население в Йемен е около 10 000 до 100 000 души. В Сана живеят около 6000 души.